# The Happy Prince
The Happy Prince (Brasil: O Príncipe Feliz) é um filme ítalo-belgo-teuto-britânico de 2018, do gênero drama biográfico, dirigido e escrito por Rupert Everett, e adaptação do conto "O Príncipe Feliz" de Oscar Wilde.
Estreou no Festival Sundance de Cinema em 21 de janeiro de 2018.

## Elenco
- Rupert Everett - João ventura
- Colin Firth[3] - Reggie Turner
- Colin Morgan - Lord Alfred "Bosie" Douglas
- Emily Watson - Constance Lloyd[3]
- Tom Wilkinson[3] - Fr Dunne
- Anna Chancellor - Mrs. Arbuthnott
- Edwin Thomas[3] - Robbie Ross
- Béatrice Dalle[3] - Café Manager
- Julian Wadham - Top Hat
- John Standing[3] - Dr Tucker
- André Penvern - Mr. Duploirier
- Tom Colley - Maurice Gilbert
- Stephen M. Gilbert - Paine
- Alister Cameron - Mr. Howard
- Benjamin Voisin - Jean